# Leccinum scabrum
Leccinum scabrum (Pierre Bulliard, 1783 ex Samuel Frederick Gray, 1821) sin. Boletus scaber (Pierre Bulliard, 1783), din încrengătura Basidiomycota, în familia Boletaceae și de genul Leccinum, precum variația sa Leccinum scabrum var. melanuem (Smotlacha, Pilát & Dermerk 1969), denumit în popor burete călugăresc, mitarcă grasă sau pitarcă aspră, este o specie de ciuperci comestibile care coabitează, fiind un simbiont micoriza (formează micorize pe rădăcinile arborilor). În România, Basarabia și Bucovina de Nord se dezvoltă solitară sau în grupuri mici, întotdeauna sub mesteceni, în păduri de foioase și mixte, dar, de asemenea, prin câmpii sau turbărie|turbării]] sub pomul simbiont preferat. Timpul apariției este din iunie până în octombrie.

## Taxonomie

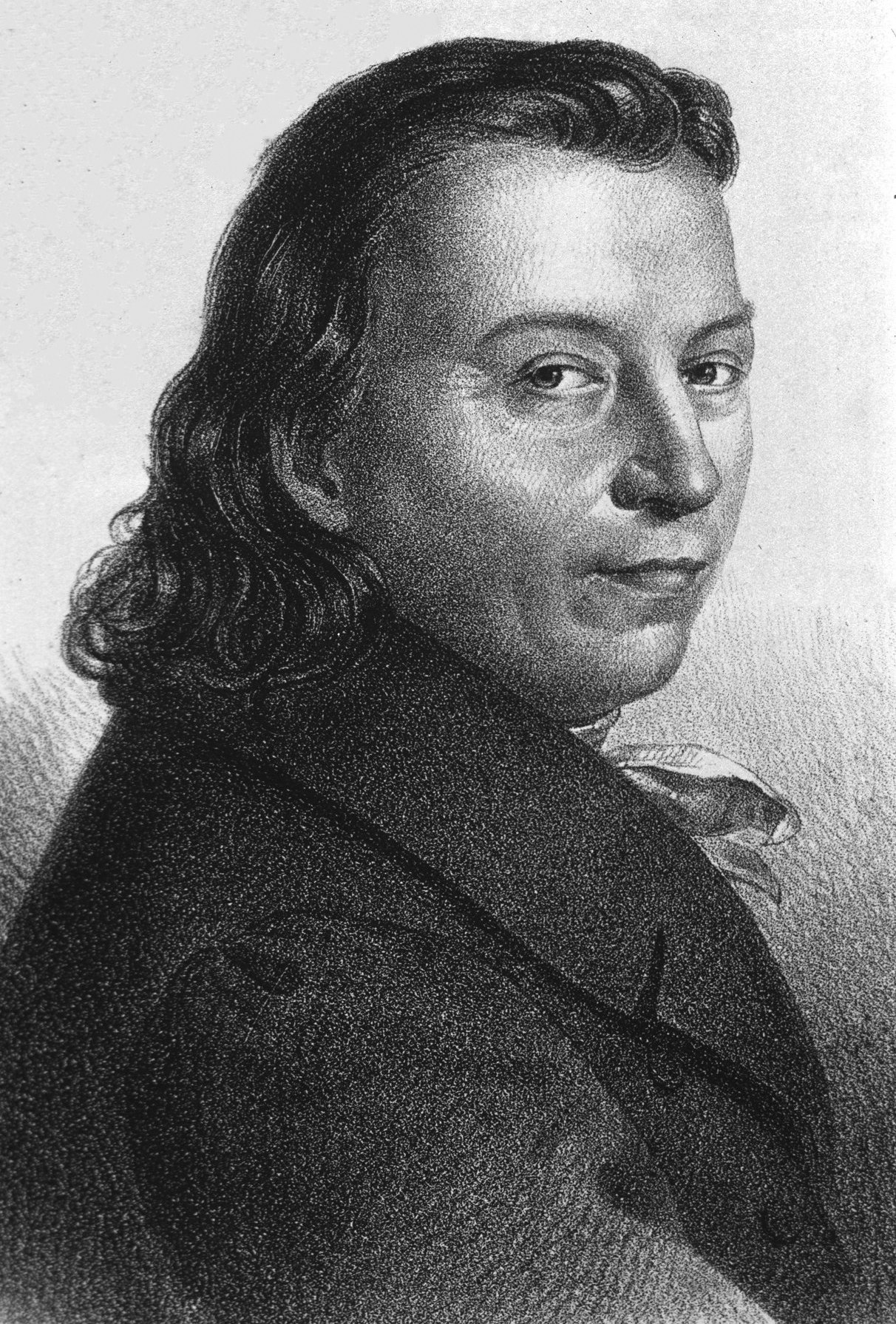
J. Krombholz

Numele binomial a fost determinat de botanistul și micologul francez Jean Baptiste François Pierre Bulliard (1752-1793) drept Boletus scaber în volumul 3 al operei sale Herbier de la France ou, Collection complette des plantes indigenes de ce royaume etc. din 1783.
Apoi, în anul 1821, botanistul, farmacistul și micologul englez Samuel Frederick Gray (1766-1828) a creat numele generic nou Leccinum, adăugând specia descrisă la acest gen sub păstrarea epitetului, de verificat în lucrarea sa A natural arrangement of British plant
Denumirea Gyroporus scaber a lui Lucien Quélet din 1886 a cunoscut o anumită acceptanță în Franța, dar nu s-a impus în general. În total specia cunoaște peste 80 de denumiri (inclus variații) care însă, nefiind folosite, pot fi neglijate.
Mai rămâne de menționat, că în memoria marelui medic, botanist și micolog austriac Julius Vincenz von Krombholz (1782-1843) au fost definite două sinonime: odată Krombholzia scabra prin micologul finlandez Petter Adolf Karsten (1834-1917) în 1881 și încă odată ca Krombholzia rotundifoliae prin micologul german Rolf Singer în 1938, ambele fiind acceptate.

## Descriere

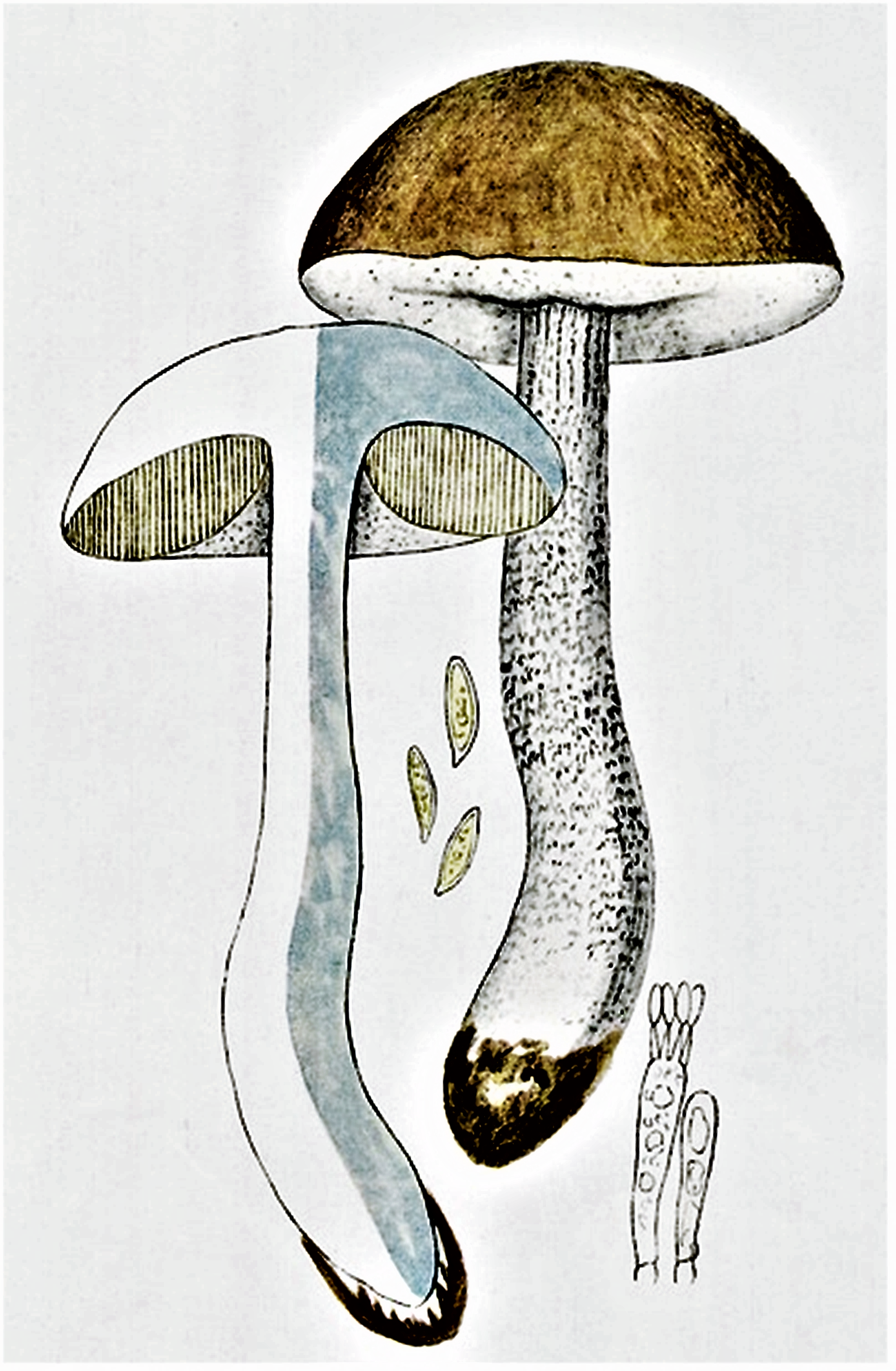
Bres.: Boletus scaber

- Pălăria: are un diametru de 6-12 cm, este, la început, semisferică, apoi convexă și mai mult sau mai puțin plată precum foarte regulată, cu marginea mai întâi răsfrântă spre picior, la bătrânețe destinsă și foarte spongioasă. Cuticula este netedă, catifelată, adesea oară crăpată (în primul rând la bătrânețe) pe vreme uscată, dar unsuroasă pe vreme umedă, atârnând ușor deasupra sfârșitul pălăriei. Culoarea ei diferă de la galben-maro, peste maro închis, până la negricios.
- Tuburile: are sporifere foarte lungi și subțiri, împinse în sus spre picior, devenind repede spongioase. Coloritul este albui, apoi gri, până la galben murdar și în vârstă gri-măsliniu.
- Porii: sunt mici, rotunzi, relativ deși și colorați ca tubulețele.
- Piciorul: are o înălțime de 10 până la 15 cm și o lățime de 1,5 până la 3 cm, fiind destul de lung, plin, cilindric, ușor evazat în partea superioară și pe toată suprafața ridat, de culoare albicioasă până alb-cenușie precum acoperit de solzișori aspri și negricioși. Baza piciorului este bulboasă, adesea oară neagră și fibros-lemnoasă.
- Carnea: este albă, mai târziu gri-albicioasă, sub cuticulă și tijă mereu gălbioară, numai în tinerețea timpurie compactă și tare, devenind repede moale. Are un miros slab dar plăcut și un gust blând. Carnea albă nu se decolorează odată tăiată, dar schimbă culoarea prin adăugare de reactivi chimici (vezi mai jos).[6][7][13]
- Caracteristici microscopice: are spori netezi, alungiți în formă de migdale și gălbenași și au o mărime de 14-18 x 5-6 microni. Bazidiile de 30-35 x 9-12 microni cu 4 sterigme fiecare sunt claviforme (îngroșate de la bază spre vârf și cu extremități rotunjite în formă de măciucă). Cistidele (elemente sterile situate în stratul himenal sau printre celulele din pielița pălăriei și a piciorului, probabil cu rol de excreție) sunt fusiforme, măsurând 45-60 x 6-8 microni.[14]
- Reacții chimice: buretele se decolorează cu fenol foarte încet arămiu până vinaceu, sporiferele și porii cu Hidroxid de potasiu ruginiu, carnea cu lactofenol negru-purpuriu, cu sulfat de fier gri, cu sulfoformol de culoarea fildeșului și cu tinctură de Guaiacum gri-albăstrui.[15]

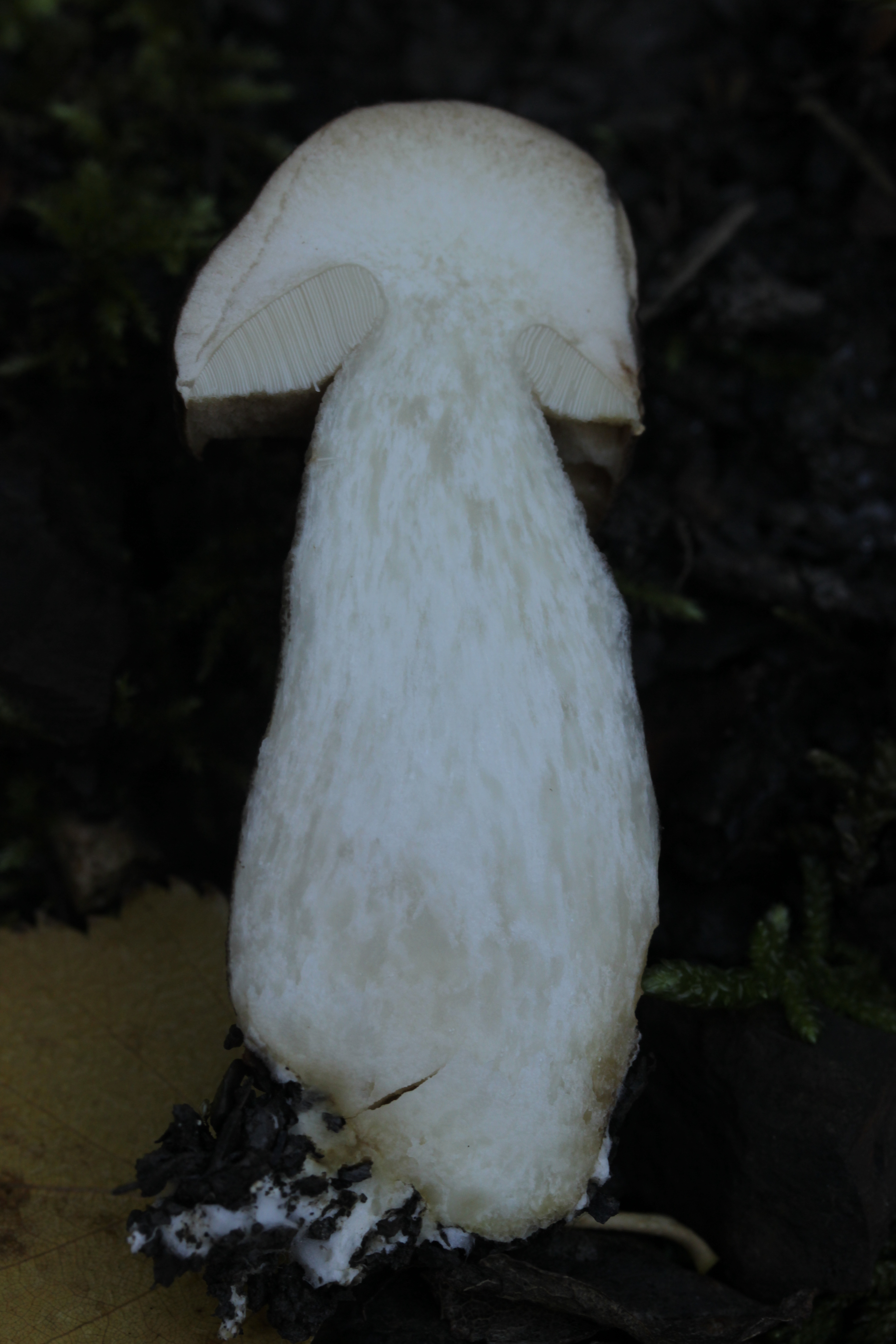
L. scabrum, secțiune longitudinală
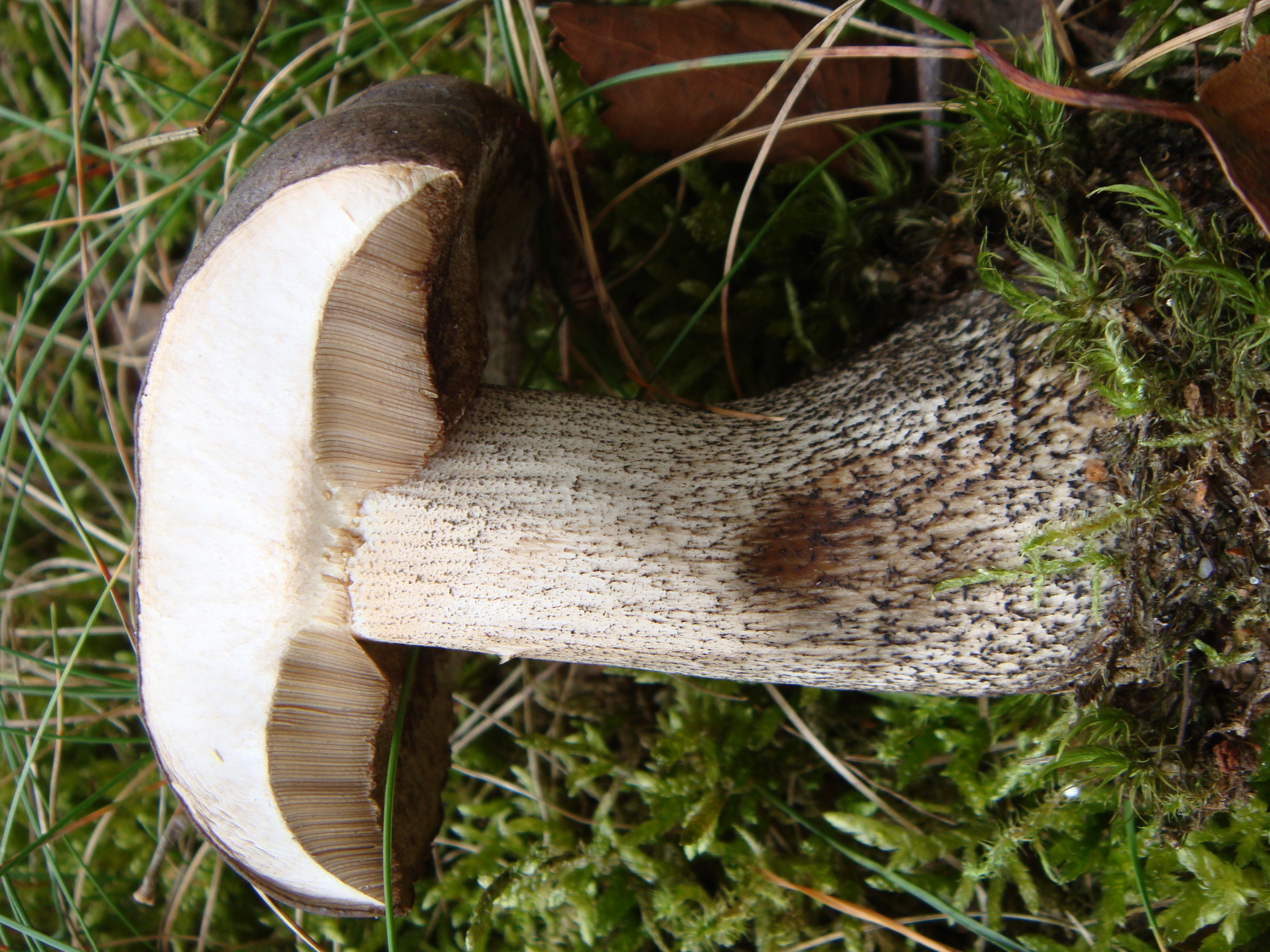
L. scabrum, secțiune longitudinală (tubulețe)
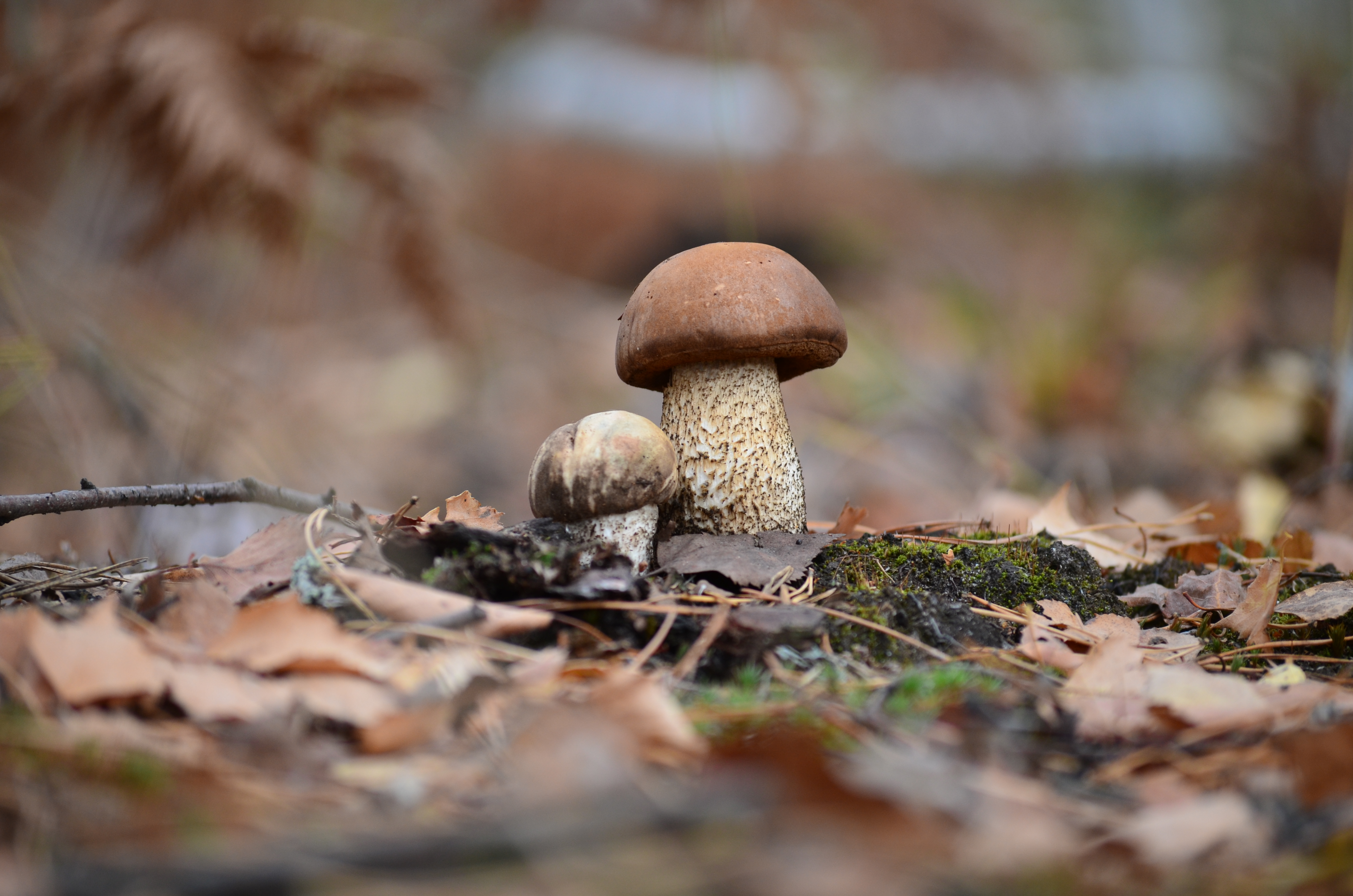
L. scabrum tineri
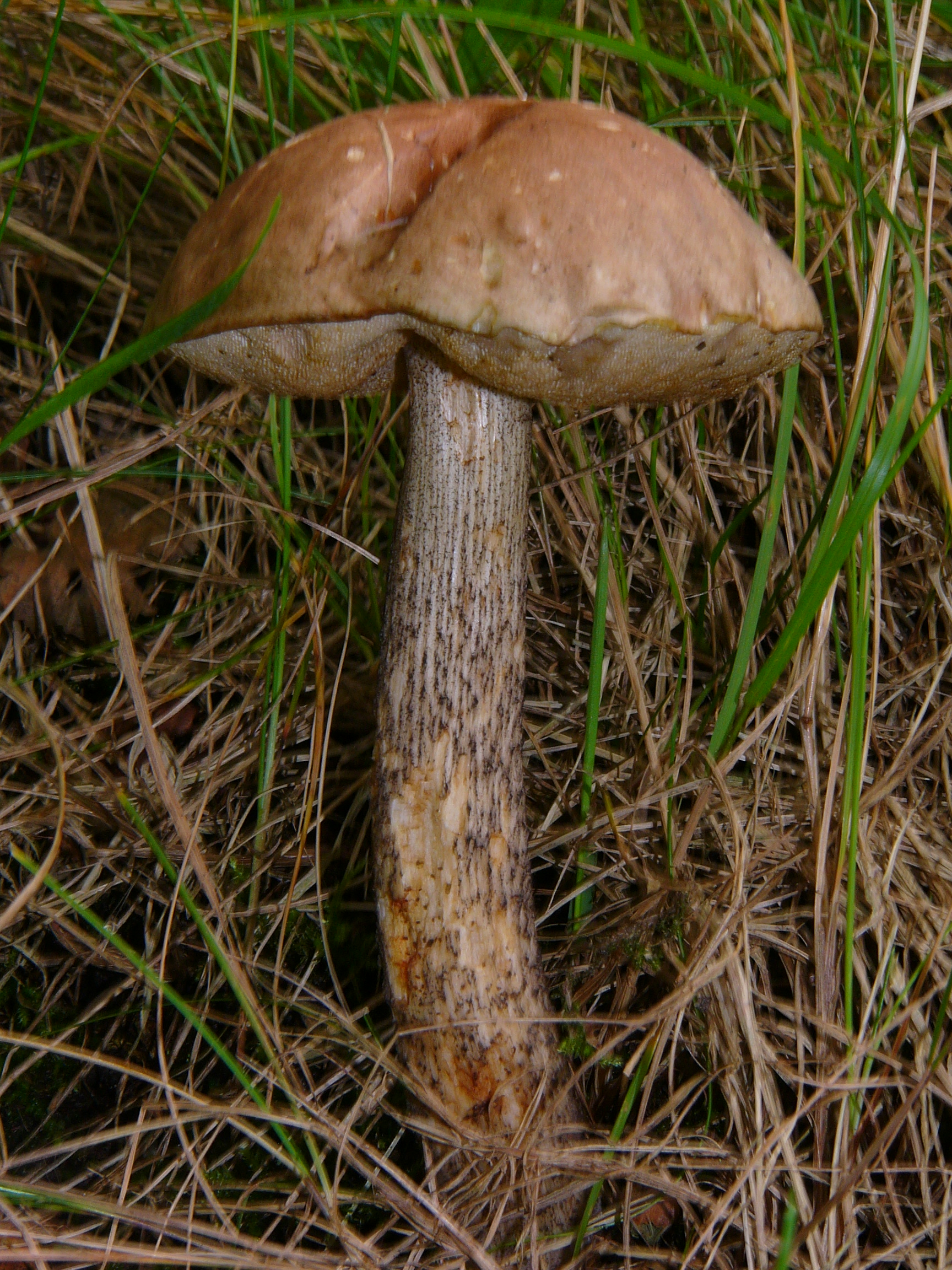
L. scabrum bătrân

## Confuzii
Buretele nu poate fi confundat cu ciuperci necomestibile sau chiar otrăvitoare, ci numai cu specii aproape înrudite, ca de exemplu cu Leccinellum crocipodium sin. Leccinum crocipodium (comestibil), Leccinum aurantiacum (crește în păduri de foioase în special sub plopi precum plopi tremurători, dar de asemenea pe sub sălcii), Leccinum carpini, Leccinum griseum, (se dezvoltă numai în păduri de foioase, carnea devine neagră în timpul fierberii), Leccinum melaneum, Leccinum pseudoscabrum (trăiește în păduri de foioase în special sub carpeni dar și sub aluni, mesteceni sau plopi), Leccinum duriusculum (se dezvoltă sub plopi tremurători), Leccinum holopus, Leccinum piceinum (se dezvoltă în păduri de conifere, mai ales sub molizi pe lângă afine), Leccinum quercinum (crește sub stejari), Leccinum roseofracta (trăiește sub mesteceni), Leccinum thalassinum (se dezvoltă sub mesteceni pe teren nisipos și umed, destul de răspândit, dar numai puțin cunoscut), Leccinum variicolor (trăiește prin turbării pe sol acru numai sub mesteceni),  Leccinum versipelle (crește în păduri (și parcuri, pajiști) sub mesteceni, păduri de foioase în special sub plopi precum plopi tremurători, dar de asemenea pe sub sălcii), Leccinum vulpinum sau Porphyrellus pseudoscaber sin. Boletus porphyraceus (crește în păduri foioase sau mixte, pe teren nisipos și pe lângă drumuri cu macadam, comestibil dar cam fibros).

## Galerie de imagini (specii asemănătoare)

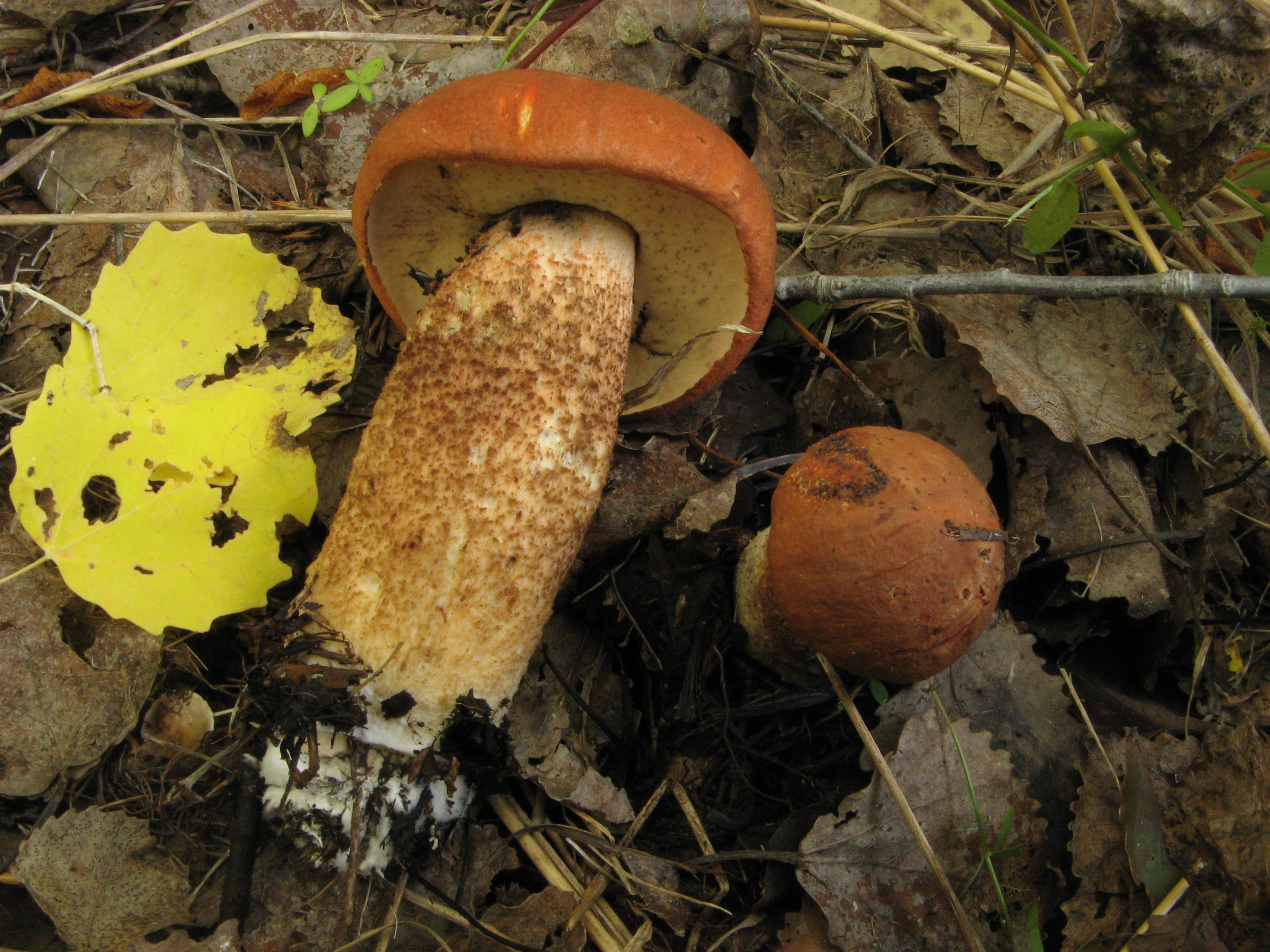
Leccinum aurantiacum
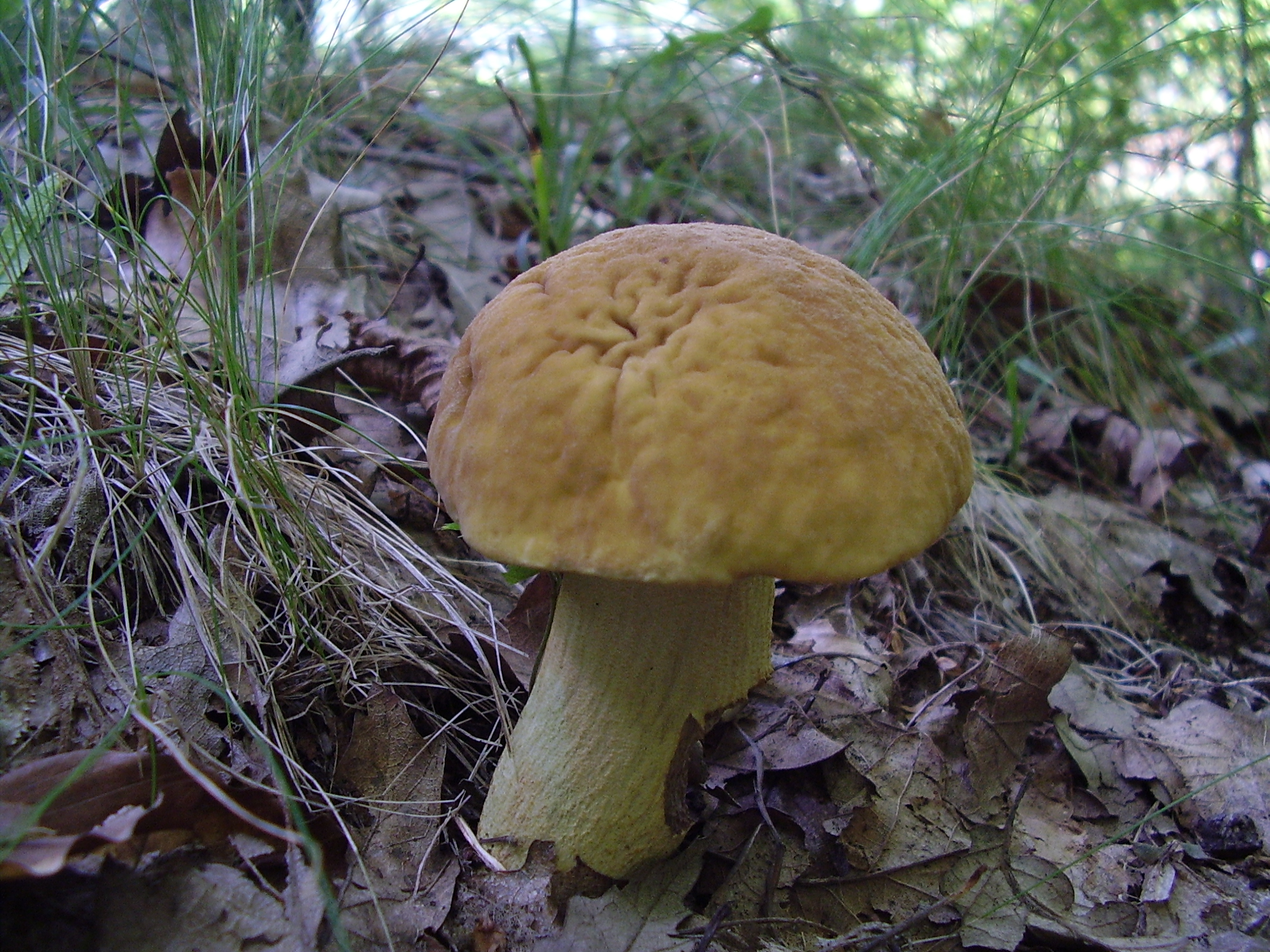
Leccinum crocipodium
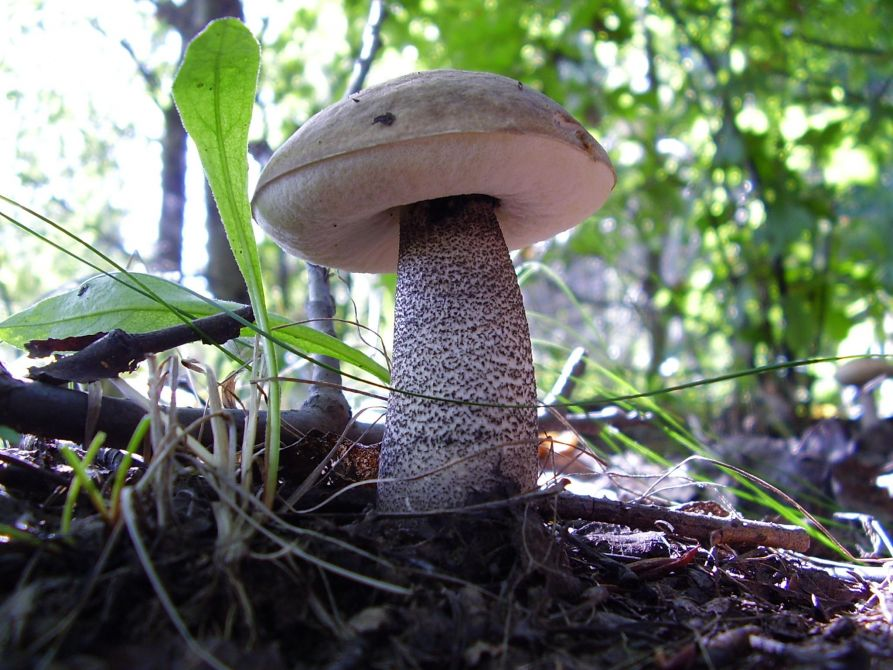
Leccinum duriusculum
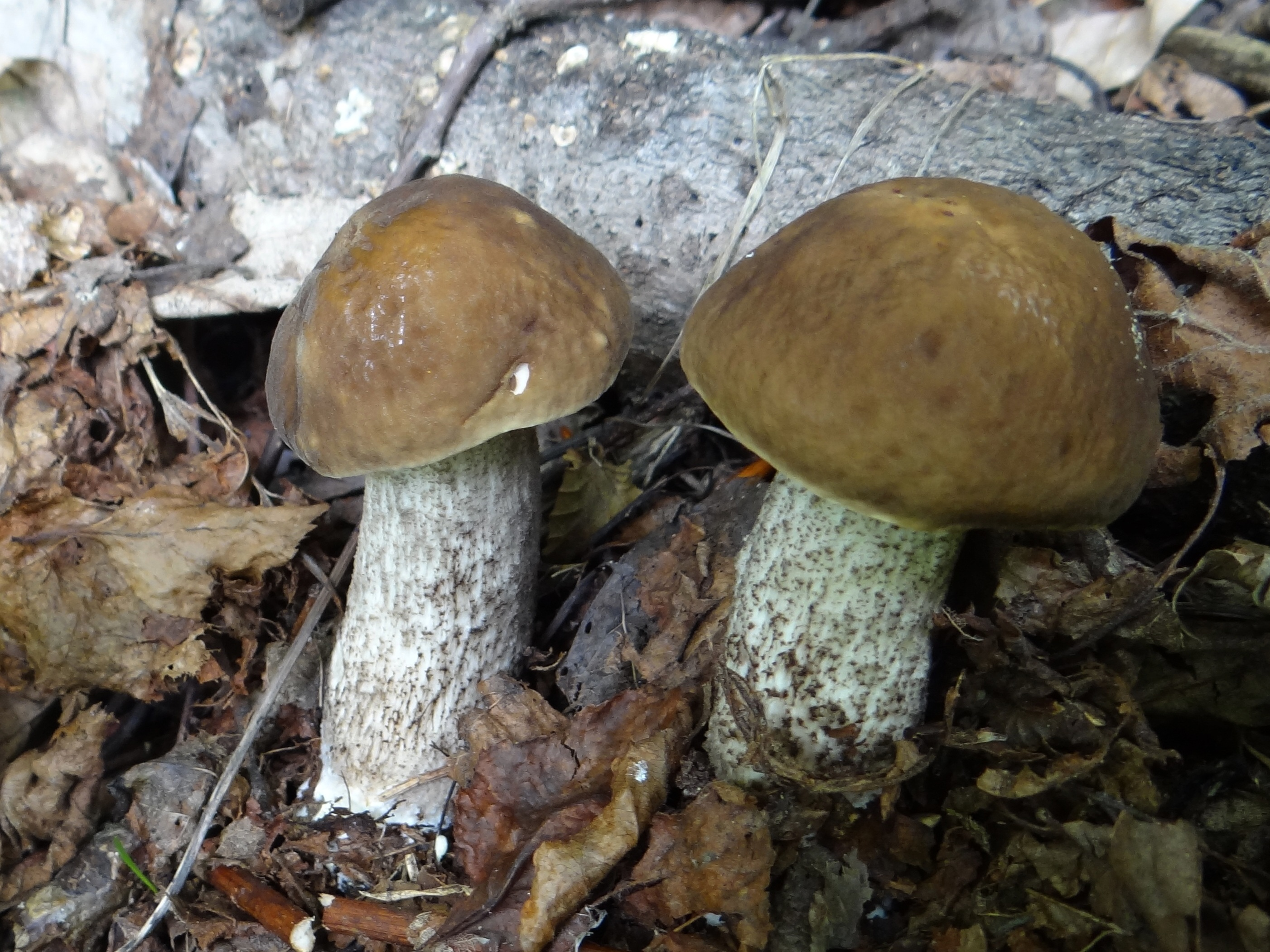
Leccinum griseum
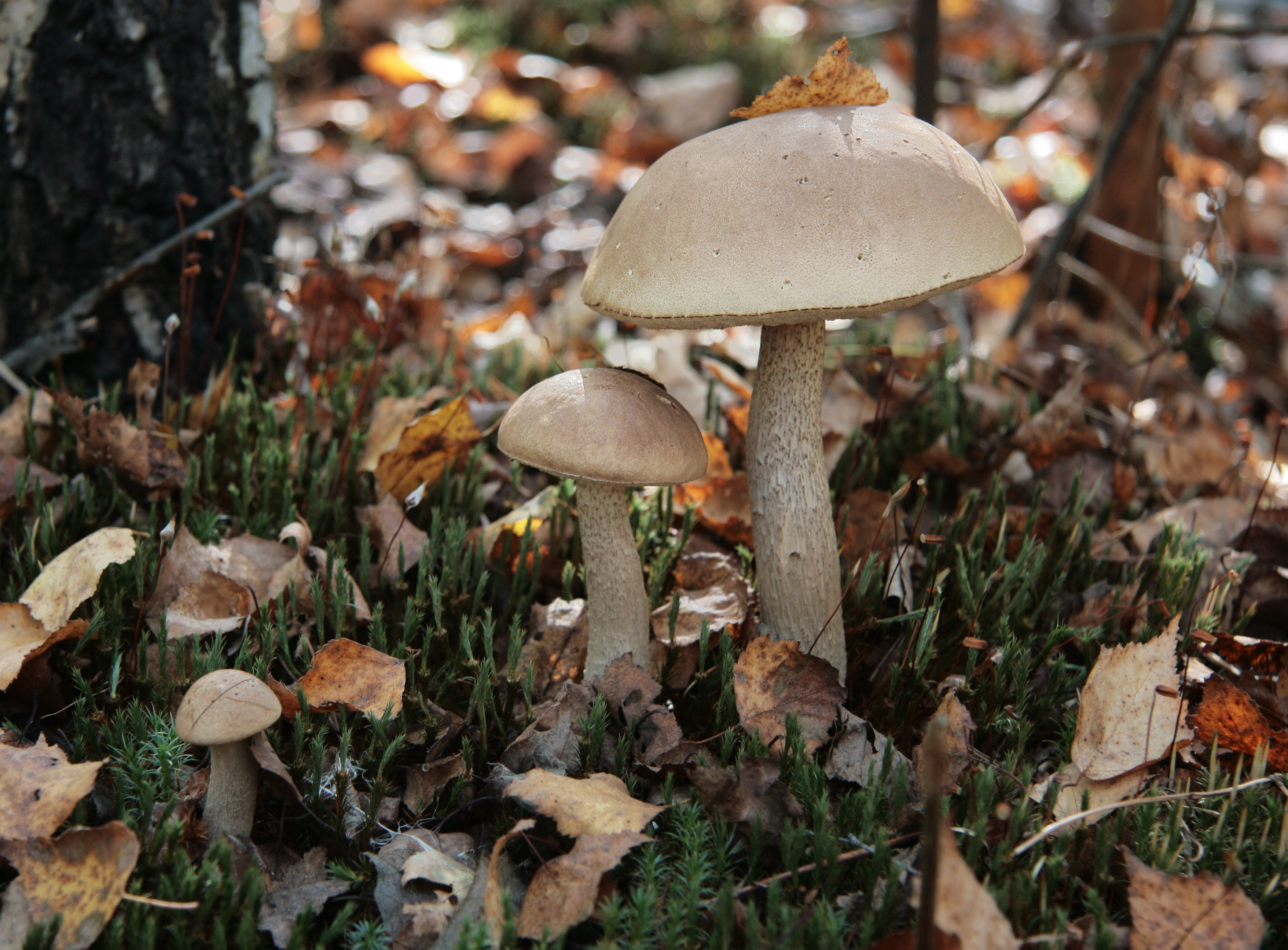
Leccinum holopus
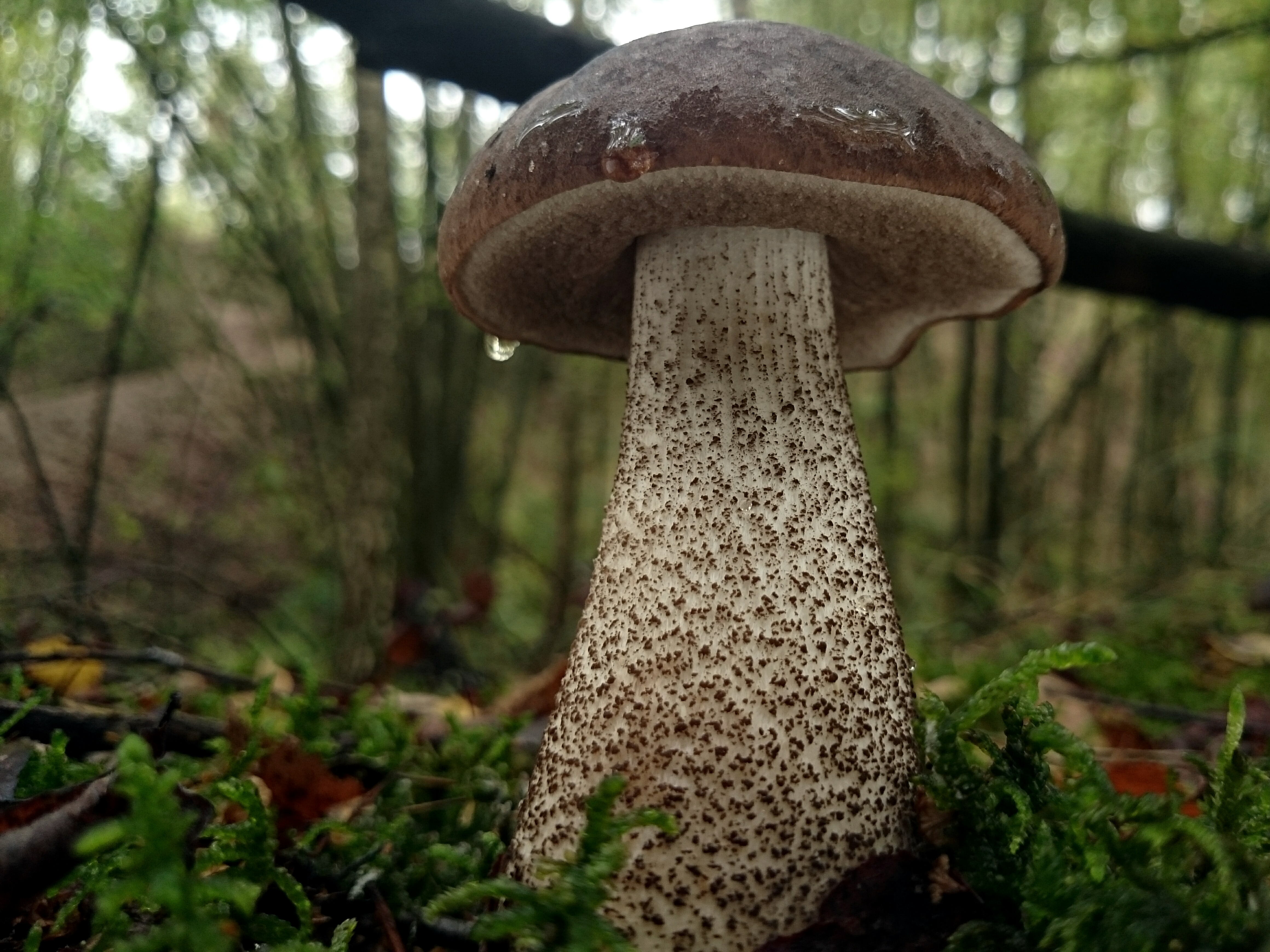
Leccinum melaneum
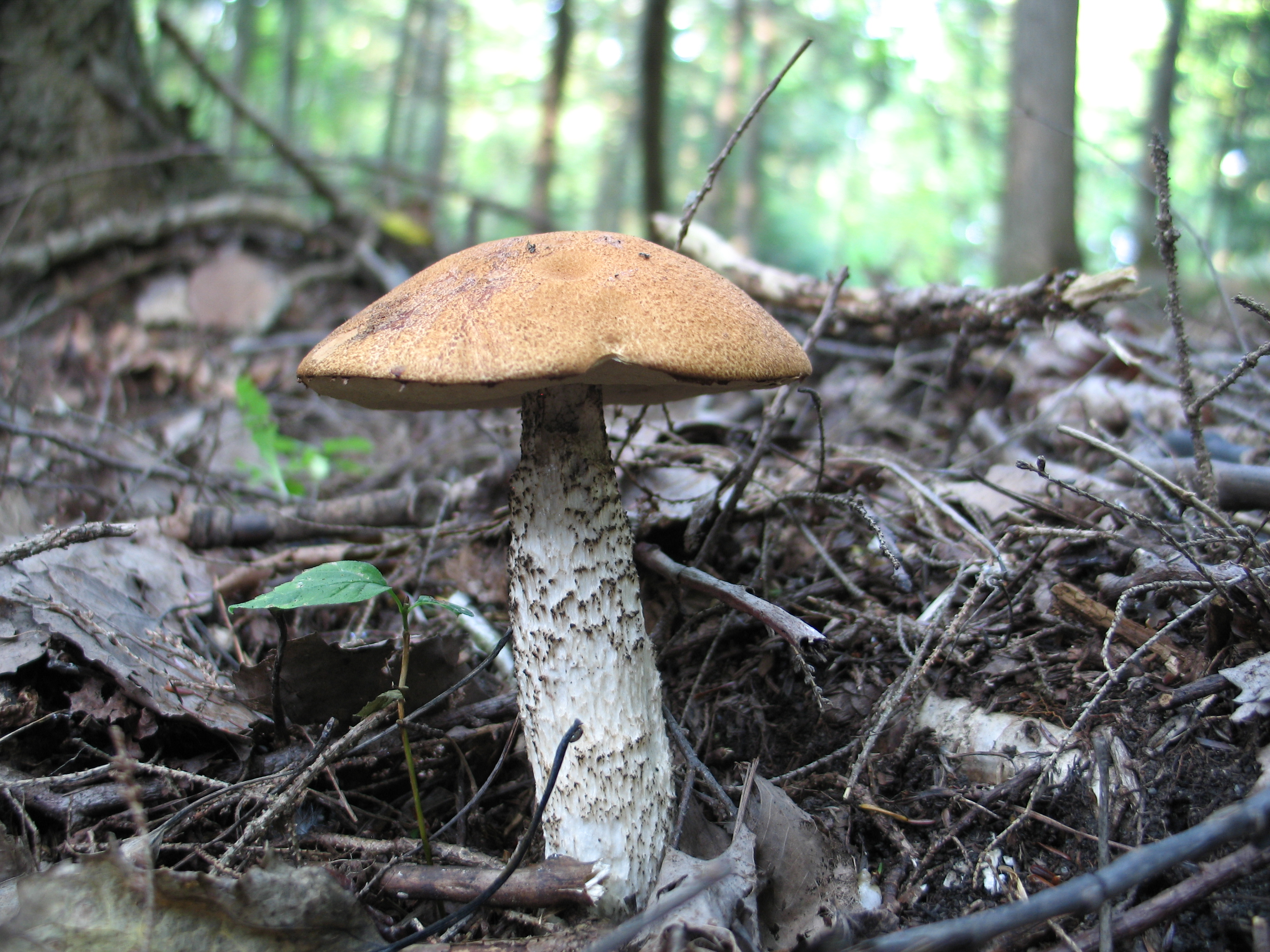
Leccinum piceinum

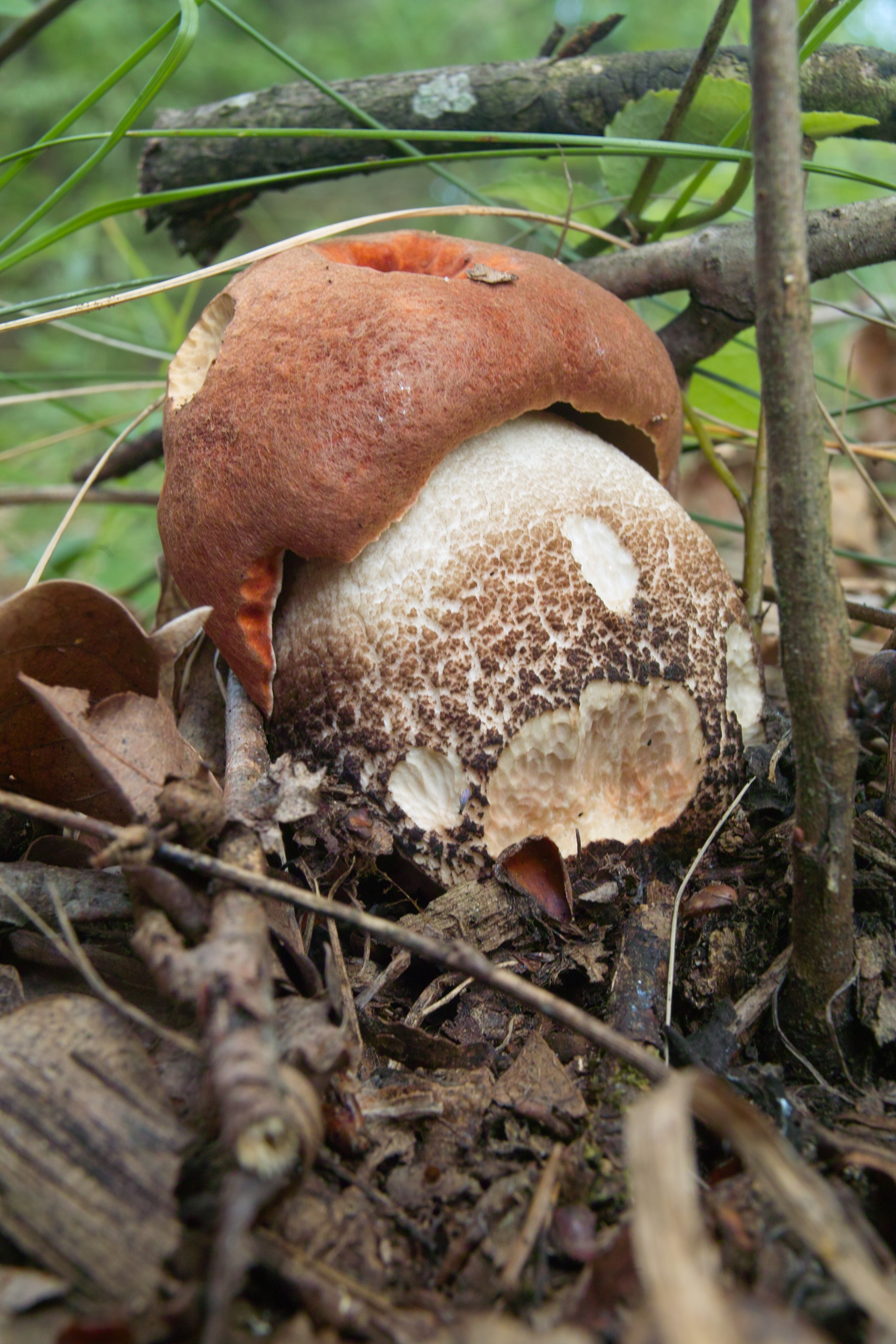
Leccinum quercinum
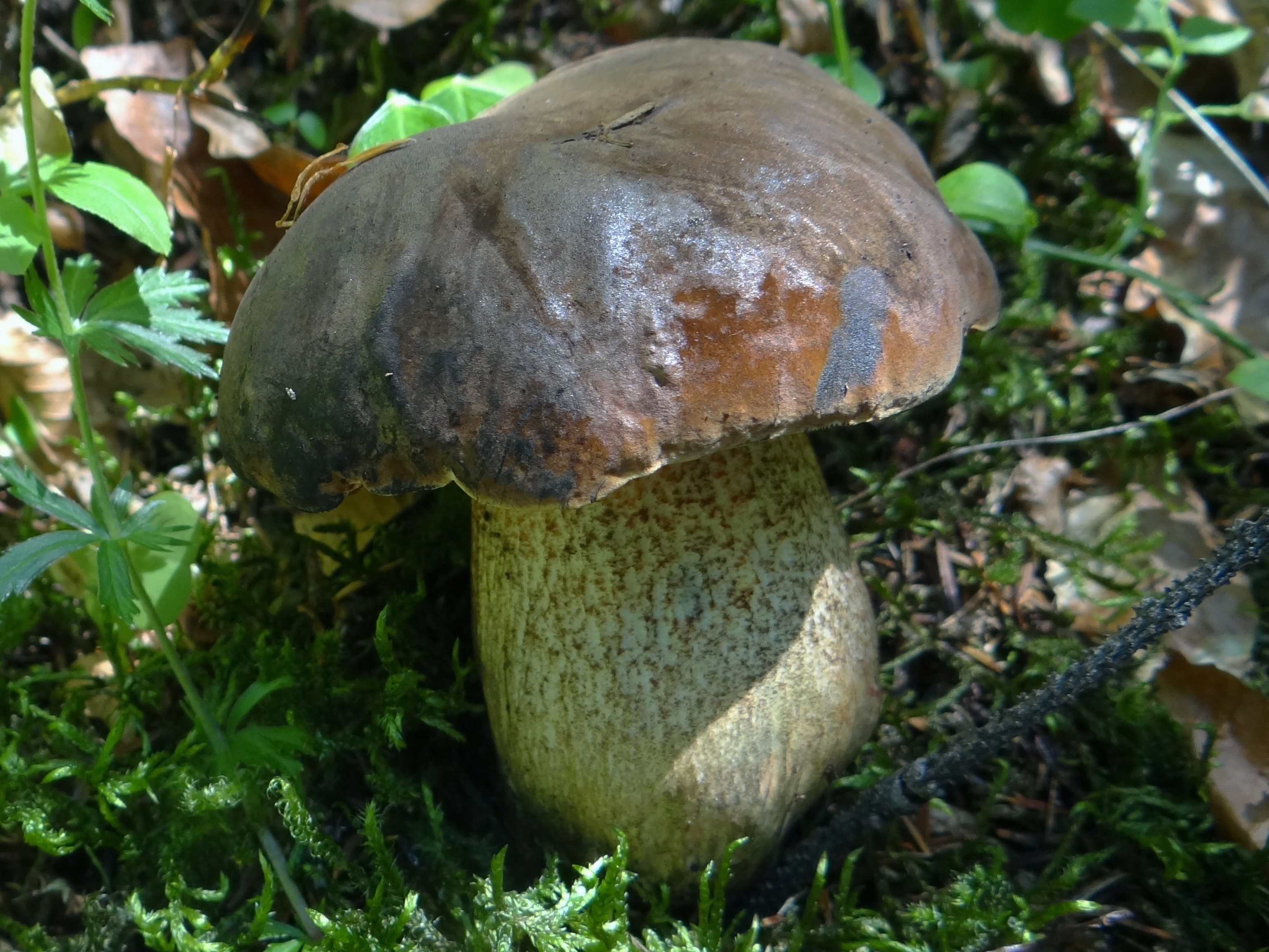
Leccinum variicolor
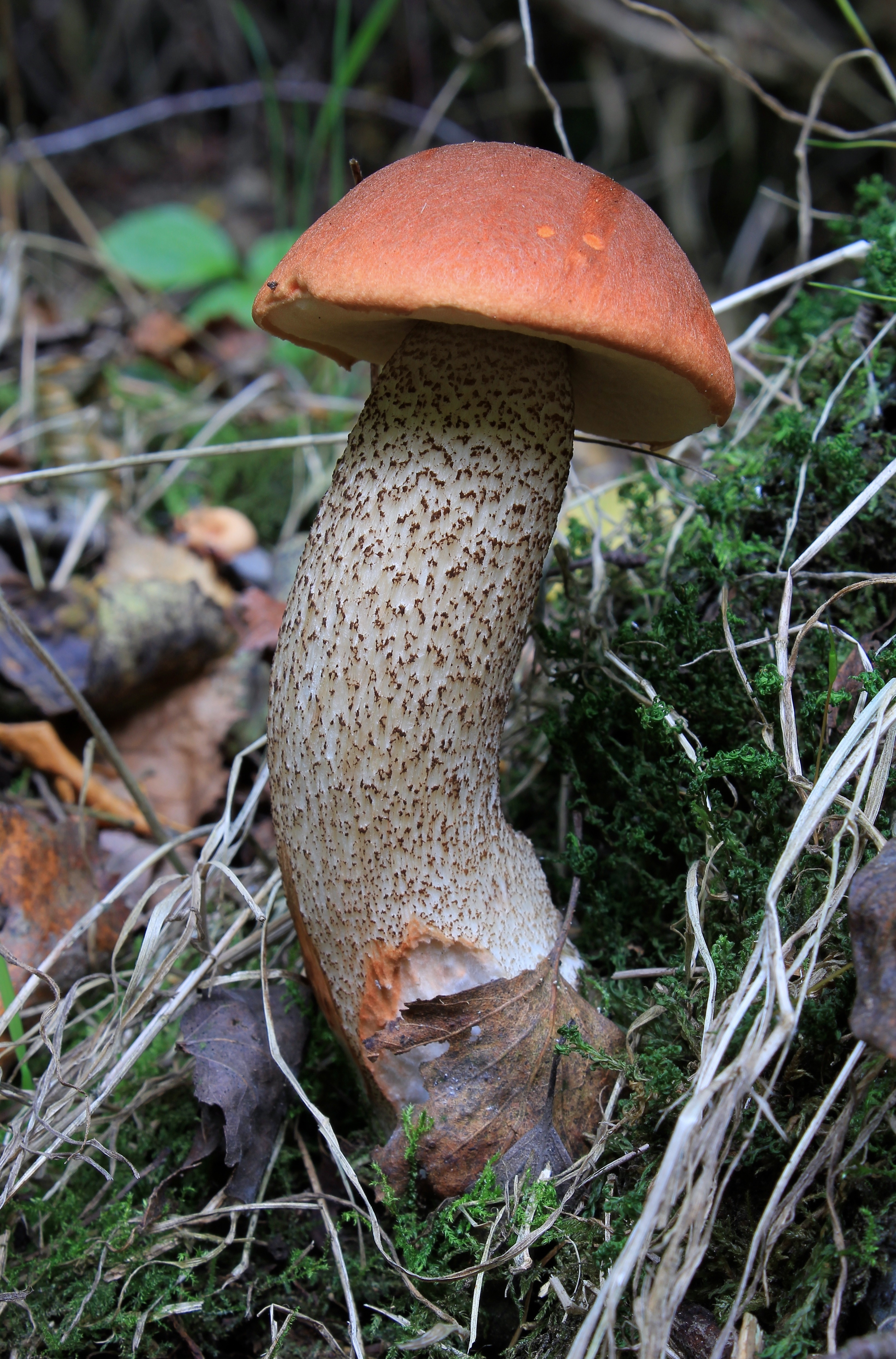
Leccinum versipelle
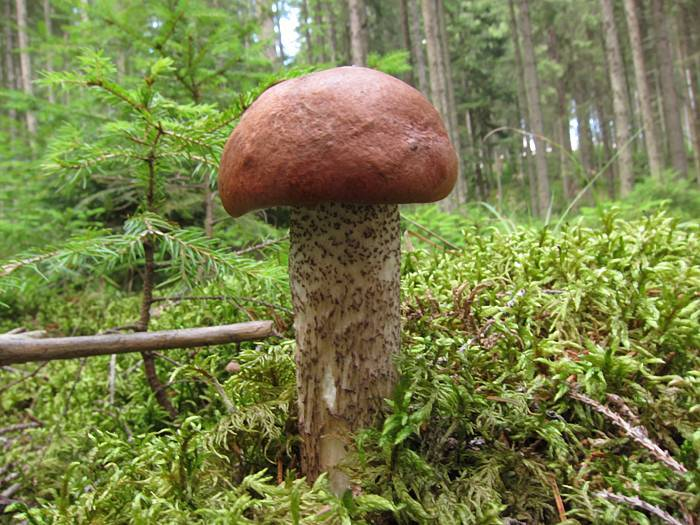
Leccinum vulpinum
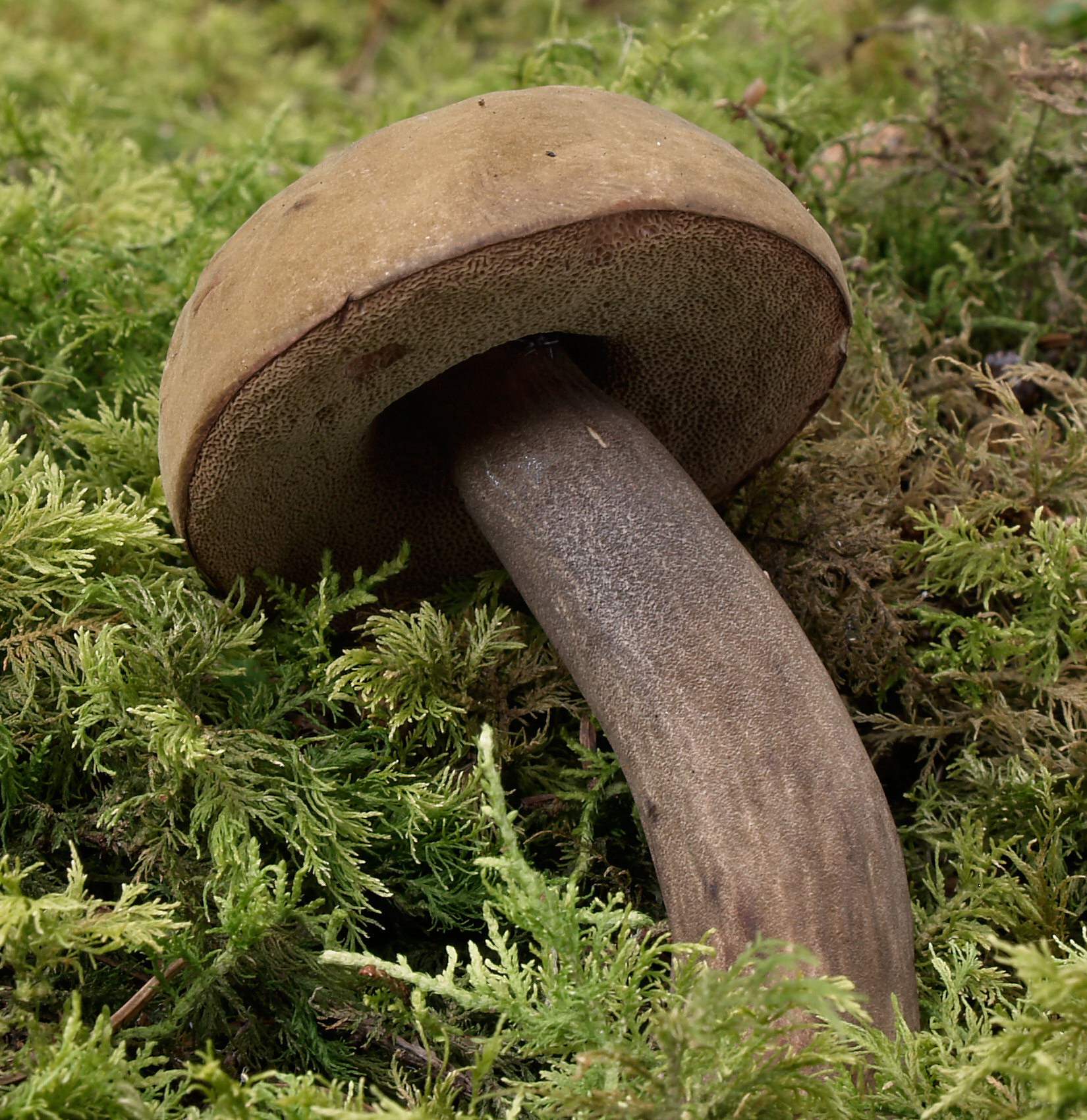
Porphyrellus pseudoscaber

## Valorificare

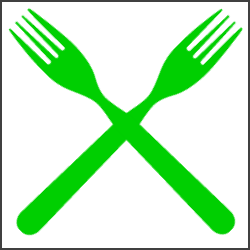

Această ciupercă are avantajul că este rareori atacată de viermi. Bureții tineri pot fi pregătiți ca ciulama, sau adăugați la un sos de carne de vită sau vânat, cel mai bine împreună cu alte ciuperci de pădure. Acest soi nu este așa de gustos ca mulți alții ai acestei specii. Buretele devine cam repede foarte spongios și astfel nefolositor pentru bucătărie.
S-a afirmat, că, specia Leccinum scabrum, consumată crudă, poate să genereze incompatibilități la copii precum persoane cu un aparat digestiv sensibil, chiar și intoxicații ușoare de natură gastrointestinală. Astfel, ciupercile acestui soi ar trebui să fie consumate numai bine prăjite sau gătite.